# کروناو (بادن)
کروناو (به آلمانی: Kronau) یک شهر در آلمان است که در کارلسروهه واقع شده‌است. کروناو ۵٬۵۸۰ نفر جمعیت دارد.